# Saurauia dicalyx
Saurauia dicalyx är en tvåhjärtbladig växtart som beskrevs av Friedrich Anton Wilhelm Miquel. Saurauia dicalyx ingår i släktet Saurauia och familjen Actinidiaceae. Inga underarter finns listade i Catalogue of Life.